# Atari System
Atari System se refiere a dos placas de sistema de arcade introducidas en 1984 para su uso en varios juegos de arcade de Atari Games. Se lanzaron dos versiones de la placa, Atari System 1 y Atari System 2.

## Atari System I
Atari System I fue la primera plataforma hardware para juegos actualizable, cargaba juegos de la empresa Atari.

## Catálogo
Apareció en 1984 con los siguientes juegos: 
- Marble Madness
- Road Blasters
- Peter Packrat
- Road Runner
- Indiana Jones and the Temple of Doom

El hardware consistía básicamente en una placa de circuito la cual contenía los siguientes elementos:
- Motorola 68010 como procesador principal.
- MOS Technology 6502 como procesador de sonido.
- Un sistema operativo en ROM.
- Hardware para mostrar texto y gráficos.
- Interfaces de control.

Dos conectores permitían insertar cartuchos en la placa, estos cartuchos contenían el programa principal en ROMs, programas de sonido ROMs, gráficos ROMs, registros de desplazamiento para gráficos, un chip de protección de copia y para algunos juegos un chip TI TMS5220 LPC para síntesis de voz. El System I era capaz de generar una resolución máxima de 336 x 240 con 256 colores de una paleta de 1024.

## Atari System II
Al poco tiempo de salir al mercado el Atari System 1 , fue lanzado el Atari System II. Era usado para los siguientes juegos:
- 720°
- Paperboy
- Championship Sprint
- Super Sprint
- APB : All Points Bulletin

Probablemente la diferencia más significativa entre los dos sistemas era que el System II tenía más resolución. Su resolución era de 512x384 y por tanto era usado como un monitor de resolución media (System I usaba baja resolución).
El hardware es similar a su predecesora en el hecho de que utiliza 2 placas de circuito principal. En este caso se utilizó una "placa de CPU" y una "placa de vídeo". Las memorias EPROM se dividían entre las dos tablas.
La CPU principal CPU era un microprocesador T-11 Digital Equipment Corporation (DEC) corriendo a 10 MHz.
La CPU de sonido CPU era un MOS Technology 6502 corriendo a 2.2 MHz, y los chips de sonido que utilizaba eran un Yamaha YM2151 de 3.57 MHz, 2 POKEYs a 1.78 MHz y un TMS5220 a 625 kHz.
Hoy en día el emulador MAME nos permite seguir disfrutando de estas plataformas.